# Лісові Поляни
Лісові́ Поля́ни — пасажирський залізничний зупинний пункт Сумської дирекції Південної залізниці.
Розташований у селах Терентіївка та Пасківка, Полтавського району, Полтавської області на лінії Люботин-Західний — Полтава-Південна між станціями Вакулинці (5 км) та Свинківка (0,5 км). 
На платформі зупиняються приміські електропоїзди.